# Staatliche Jacob Gogebashwili Universität Telawi
Die Staatliche Jacob Gogebashwili Universität Telawi (georgisch თელავის იაკობ გოგებაშვილის სახელობის სახელმწიფო უნივერსიტეტი) ist eine 1999 gegründete Universität in Telawi in der in georgischen Region Kachetien.
Die Hochschule ist eine der ältesten Hochschulen in Georgien und hat ihre Vorläufer in dem Iqalto-Kloster (12. Jahrhundert), Philosophisch-Theologischen Schule in Telawi (1758–1782), Theologischen Seminar (1782–1801), Theologischen Schule (1818–1918), Lehrerkolleg (1924–1939), Lehrerinstitut (1939–1951) und dem Pädagogischen Institut (1951–1999). 1999 wurde die Hochschule als Universität staatlich anerkannt.
Die Universität wurde 1940 nach Jacob Gogebashwili benannt.

## Fakultäten
- Geisteswissenschaften (Geschichte, Georgische Philologie, Fremdsprachen und Literatur)
- Agrarwissenschaften (Landwirtschaft und Chemie)
- Erziehungs- und Bildungswissenschaften
- Naturwissenschaften
- Sozial-, Wirtschafts- und Rechtswissenschaften